# Ciclismo nos Jogos Olímpicos de Verão de 2000
O ciclismo nos Jogos Olímpicos de Verão de 2000 foi realizado em Sydney, na Austrália, com 18 eventos.

## Eventos do ciclismo
Masculino: 

Estrada: Estrada individual | Estrada contra o relógio
Pista: 1 km contra o relógio | Velocidade individual | Velocidade por equipes | Perseguição individual | Perseguição por equipes | Corrida individual por pontos | Keirin | Madison
Mountain bike: cross-country
Feminino: 

Estrada: Estrada individual | Estrada contra o relógio
Pista: Velocidade individual | Perseguição individual | 500 m contra o relógio | Corrida individual por pontos
Mountain bike: cross-country

## Masculino

### Estrada

#### Estrada individual masculino
| Pos. | País              | Atletas              | Tempo   |
| ---- | ----------------- | -------------------- | ------- |
|      | Alemanha (GER)    | Jan Ullrich          | 5h29m08 |
|      | Cazaquistão (KAZ) | Alexandre Vinokourov | 5h29m17 |
|      | Alemanha (GER)    | Andreas Klöden       | 5h29m20 |

#### Estrada contra o relógio masculino
| Pos. | País           | Atletas            | Tempo |
| ---- | -------------- | ------------------ | ----- |
|      | Rússia (RUS)   | Viatcheslav Ekimov | 57m40 |
|      | Alemanha (GER) | Jan Ullrich        | 57m48 |
|      |                | vago               |       |

Originalmente o estadunidense Lance Armstrong conquistou a medalha de bronze na prova de estrada contra o relógio, mas em 17 de janeiro de 2013 o Comitê Olímpico Internacional o desclassificou por conta da confissão sobre casos de doping.

### Pista

#### 1 km contra o relógio masculino
| Pos. | País               | Atletas       | Tempo    |
| ---- | ------------------ | ------------- | -------- |
|      | Grã-Bretanha (GBR) | Jason Queally | 1m01s609 |
|      | Alemanha (GER)     | Stefan Nimke  | 1m02s487 |
|      | Austrália (AUS)    | Shane Kelly   | 1m02s818 |

#### Velocidade individual masculino
| Pos. | País                 | Atletas          |
| ---- | -------------------- | ---------------- |
|      | Estados Unidos (USA) | Marty Nothstein  |
|      | França (FRA)         | Florian Rousseau |
|      | Alemanha (GER)       | Jens Fiedler     |

#### Velocidade por equipes masculino
| Pos. | País               | Atletas                                       |
| ---- | ------------------ | --------------------------------------------- |
|      | França (FRA)       | Florian Rousseau Arnaud Tournant Laurent Gane |
|      | Grã-Bretanha (GBR) | Chris Hoy Craig Maclean Jason Queally         |
|      | Austrália (AUS)    | Gary Neiwand Sean Eadie Darryn Hill           |

#### Perseguição individual masculino
| Pos. | País            | Atletas       |
| ---- | --------------- | ------------- |
|      | Alemanha (GER)  | Robert Bartko |
|      | Alemanha (GER)  | Jens Lehmann  |
|      | Austrália (AUS) | Bradley McGee |

#### Perseguição por equipes masculino
| Pos. | País               | Atletas                                                                            |
| ---- | ------------------ | ---------------------------------------------------------------------------------- |
|      | Alemanha (GER)     | Guido Fulst Robert Bartko Daniel Becke Jens Lehmann                                |
|      | Ucrânia (UKR)      | Sergiy Chernyavskyy Sergiy Matveyev Alexander Symonenko Oleksandr Fedenko          |
|      | Grã-Bretanha (GBR) | Bryan Steel Paul Manning Bradley Wiggins Chris Newton (Robert Hayles) (Jonny Clay) |

#### Corrida individual por pontos masculino
| Pos. | País          | Atletas        |
| ---- | ------------- | -------------- |
|      | Espanha (ESP) | Juan Llaneras  |
|      | Uruguai (URU) | Milton Wynants |
|      | Rússia (RUS)  | Alexei Markov  |

#### Keirin masculino
| Pos. | País            | Atletas          |
| ---- | --------------- | ---------------- |
|      | França (FRA)    | Florian Rousseau |
|      | Austrália (AUS) | Gary Neiwand     |
|      | Alemanha (GER)  | Jens Fiedler     |

#### Madison masculino
| Pos. | País            | Atletas                          |
| ---- | --------------- | -------------------------------- |
|      | Austrália (AUS) | Brett Aitken Scott McGrory       |
|      | Bélgica (BEL)   | Etienne De Wilde Matthew Gilmore |
|      | Itália (ITA)    | Marco Villa Silvio Martinello    |

### Mountain bike

#### Cross-country masculino
| Pos. | País          | Atletas          | Tempo      |
| ---- | ------------- | ---------------- | ---------- |
|      | França (FRA)  | Miguel Martinez  | 2h09m02s50 |
|      | Bélgica (BEL) | Filip Meirhaeghe | 2h10m05s51 |
|      | Suíça (SUI)   | Christoph Sauser | 2h11m21s00 |

## Feminino

### Estrada

#### Estrada individual feminino
| Pos. | País                | Atletas                       | Tempo   |
| ---- | ------------------- | ----------------------------- | ------- |
|      | Países Baixos (NED) | Leontien Zijlaard van Moorsel | 3h06m31 |
|      | Alemanha (GER)      | Hanka Kupfernagel             | 3h06m31 |
|      | Lituânia (LTU)      | Diana Žiliūtė                 | 3h06m31 |

#### Estrada contra o relógio feminino
| Pos. | País                 | Atletas                       | Tempo |
| ---- | -------------------- | ----------------------------- | ----- |
|      | Países Baixos (NED)  | Leontien Zijlaard van Moorsel | 42m00 |
|      | Estados Unidos (USA) | Mari Holden                   | 42m37 |
|      | França (FRA)         | Jeannie Longo-Ciprelli        | 42m52 |

### Pista

#### 500 m contra o relógio feminino
| Pos. | País            | Atletas           | Tempo  |
| ---- | --------------- | ----------------- | ------ |
|      | França (FRA)    | Felicia Ballanger | 34s140 |
|      | Austrália (AUS) | Michelle Ferris   | 34s696 |
|      | China (CHN)     | Jiang Cuihua      | 34s768 |

#### Velocidade individual feminino
| Pos. | País          | Atletas           |
| ---- | ------------- | ----------------- |
|      | França (FRA)  | Felicia Ballanger |
|      | Rússia (RUS)  | Oksana Grishina   |
|      | Ucrânia (UKR) | Iryna Yanovych    |

#### Perseguição individual feminino
| Pos. | País                | Atletas                       |
| ---- | ------------------- | ----------------------------- |
|      | Países Baixos (NED) | Leontien Zijlaard van Moorsel |
|      | França (FRA)        | Marion Clignet                |
|      | Grã-Bretanha (GBR)  | Yvonne McGregor               |

#### Corrida individual por pontos feminino
| Pos. | País                | Atletas                       | Pontos |
| ---- | ------------------- | ----------------------------- | ------ |
|      | Itália (ITA)        | Antonella Bellutti            | 19     |
|      | Países Baixos (NED) | Leontien Zijlaard van Moorsel | 16     |
|      | Rússia (RUS)        | Olga Slioessareva             | 15     |

### Mountain bike

#### Cross-country feminino
| Pos. | País          | Atletas           | Tempo      |
| ---- | ------------- | ----------------- | ---------- |
|      | Itália (ITA)  | Paola Pezzo       | 1h49m24s38 |
|      | Suíça (SUI)   | Barbara Blatter   | 1h49m51s42 |
|      | Espanha (ESP) | Margarita Fullana | 1h49m57s39 |

## Quadro de medalhas do ciclismo
| Ordem | País               | Medalha de ouro | Medalha de prata | Medalha de bronze | Total |
| ----- | ------------------ | --------------- | ---------------- | ----------------- | ----- |
| 1     | FRA França         | 5               | 2                | 1                 | 8     |
| 2     | GER Alemanha       | 3               | 4                | 3                 | 10    |
| 3     | NED Países Baixos  | 3               | 1                | 0                 | 4     |
| 4     | ITA Itália         | 2               | 0                | 1                 | 3     |
| 5     | AUS Austrália      | 1               | 2                | 3                 | 6     |
| 6     | GBR Grã-Bretanha   | 1               | 1                | 2                 | 4     |
| 6     | RUS Rússia         | 1               | 1                | 2                 | 4     |
| 8     | USA Estados Unidos | 1               | 1                | 0                 | 2     |
| 9     | ESP Espanha        | 1               | 0                | 1                 | 2     |
| 10    | BEL Bélgica        | 0               | 2                | 0                 | 2     |
| 11    | SUI Suíça          | 0               | 1                | 1                 | 2     |
| 11    | UKR Ucrânia        | 0               | 1                | 1                 | 2     |
| 13    | KAZ Cazaquistão    | 0               | 1                | 0                 | 1     |
| 13    | URU Uruguai        | 0               | 1                | 0                 | 1     |
| 15    | CHN China          | 0               | 0                | 1                 | 1     |
| 15    | LTU Lituânia       | 0               | 0                | 1                 | 1     |